# Mönchbaataryn Dsoldsajaa
Mönchbaataryn Dsoldsajaa (mongolisch Мөнхбаатарын Золзаяа, * 24. Januar 1988, international bekannt als Zolzaya Munkhbaatar) ist ein mongolischer Badmintonspieler. 

## Karriere
Mönchbaataryn Dsoldsajaa nahm 2010 an den Asienspielen und 2012 an den Asienmeisterschaften teil. Bei den Asienspielen startete er im Herrendoppel und schied dort in der ersten Runde aus. Bei den Asienmeisterschaften, wo er sowohl im Doppel als auch im Einzel startete, erging es nicht besser. 2009 siegte er bei den Mongolia International im Herrendoppel mit Battöriin Dawaasüren.